# 蔡氏電路

一個沒有蔡氏二極體（Chua's Diode）的蔡氏電路設計圖

蔡氏電路（英語：Chua's circuit），一種簡單的非線性電子電路設計，它可以表現出標準的混沌理論行為。在1983年，由蔡少棠教授發表，當時他正在日本早稻田大學擔任訪問學者。这个电路的制作容易程度使它成为了一个无处不在的现实世界的混沌系统的例子，导致一些人声明它是一个“混沌系统的典范”。

## 混沌标准
一个由标准部件（电阻，电容，电感）制作的自激电路，若要表现出混沌行为，必须满足三个标准。它必须包含有：
1. 一个或者多个的非线性元件
2. 一个或者多个的本地有源电阻
3. 三个或者更多个能量存储元件

蔡氏電路是满足这些标准的最简单的电子线路。如图所示，能量存储元件是两个电容（标有C1和C2）和一个电感（标有L1）。有一个有源电阻（标有R）。有用两个二极管制作的一个非線性电阻。在图的最右边是一个负阻抗转换器，它是由三个線性电阻和一个运算放大器构成。右侧部分仿真了蔡氏二極體，是一个现在没有被商业化销售的元件。

## 理论模型

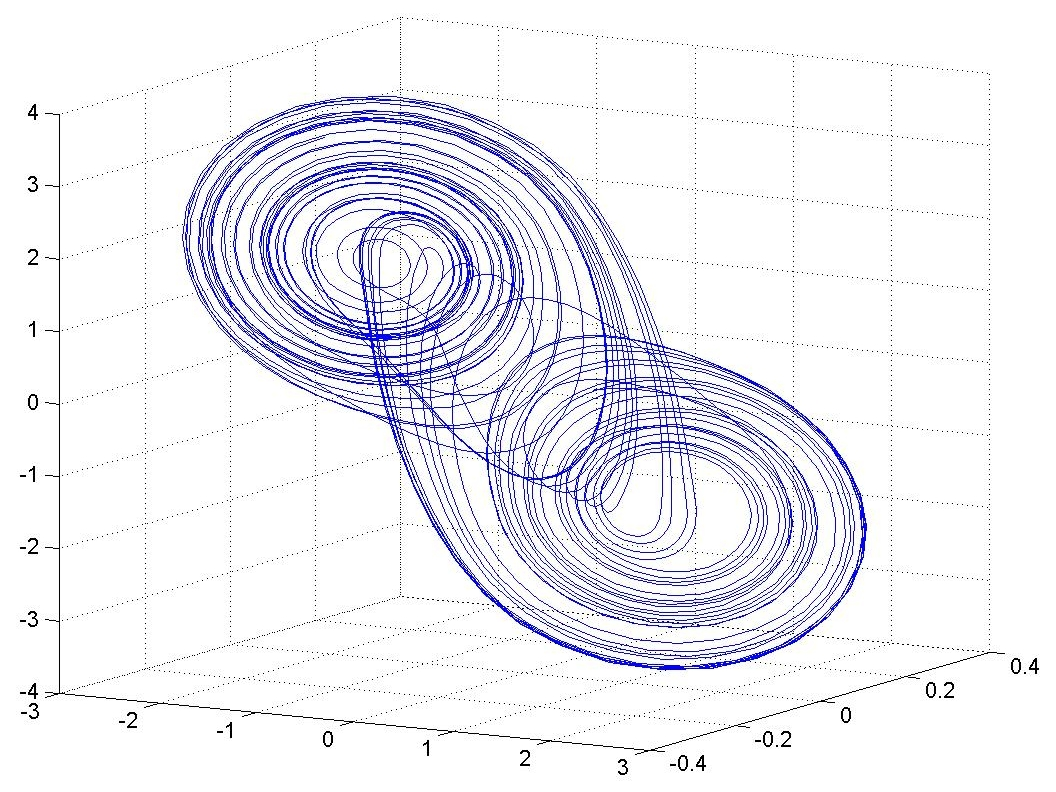
用MATLAB仿真蔡氏電路100秒钟，显示出了混沌的双涡旋"double scroll" 吸引子模式

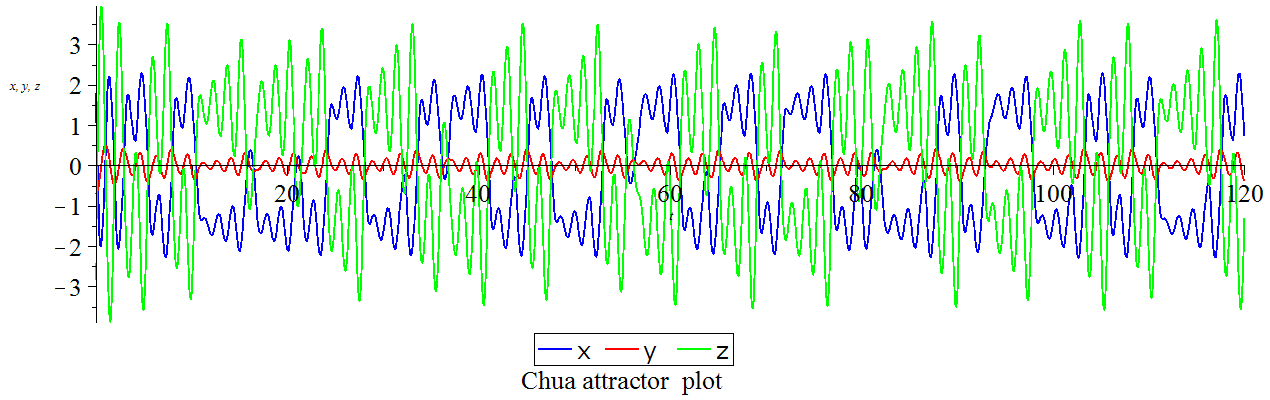
蔡氏電路xyz图

通过电磁学定律的应用，蔡氏電路可以被准确的建立数学模型：这是变量x(t), y(t),和z(t)的一个三个非线性常微分方程的系统，分别是在电容C1和C2上的电压，和在电感L1上的电流强度。这些蔡氏方程有:
{\displaystyle {\frac {dx}{dt}}=\alpha [y-x-f(x)]}
{\displaystyle {\frac {dy}{dt}}=x-y+z}
{\displaystyle {\frac {dz}{dt}}=-\beta y}
函数 f(x) 描述了非线性电阻的电子响应，并且它的形状是依赖于它的元件的特定配置。
{\displaystyle f(x)=cx(t)+0.5(d-c)(|x(t)+1|-|x(t)-1|)}
参数  和  是由电路元件的特定值来决定的。
被称为"双涡旋"的一个混沌吸引子，是因为它在(x,y,z)空间的形状, 被首次观察到在电子线路中包含一个非线性元件，元件的f(x)是一个三段的线性函数。
作为一个最简单的实验实现的电路，并且存在一种简单而准确的理论模型相结合，使蔡氏电路成为一个研究混沌理论的许多基础研究和应用的问题的实用系统。正因为如此，它一直是许多研究的对象，并广泛被人们在文献中引用。

## 书籍
- Chaos synchronization in Chua's circuit, Leon O Chua, Berkeley : Electronics Research Laboratory, College of Engineering, University of California, [1992], OCLC: 44107698
- Chua’s Circuit Implementations: Yesterday, Today and Tomorrow,L. Fortuna, M. Frasca, M.G. Xibilia, World Scientific Series on Nonlinear Science, Series A - Vol. 65, 2009, ISBN 978-981-283-924-4

## 参看
- 憶阻器（英语：memristor），又名記憶電阻（英语：memory resistors）
- 广义蔡氏吸引子

## 外部連結
- （英文）互动式的蔡氏電路 3D 仿真（页面存档备份，存于） Double Scroll Example
- Chua's Circuit and Diode Diagram（页面存档备份，存于） 蔡氏電路,蔡氏二極體設計圖
- Chua's Circuit: Diagram and discussion（页面存档备份，存于）
- NOEL laboratory-- University of California, Berkeley（页面存档备份，存于） NOEL实验室 - 美国加州大学伯克利分校